# Dumbrăveni (Suceava)
Dumbrăveni is een Roemeense gemeente in het district Suceava.

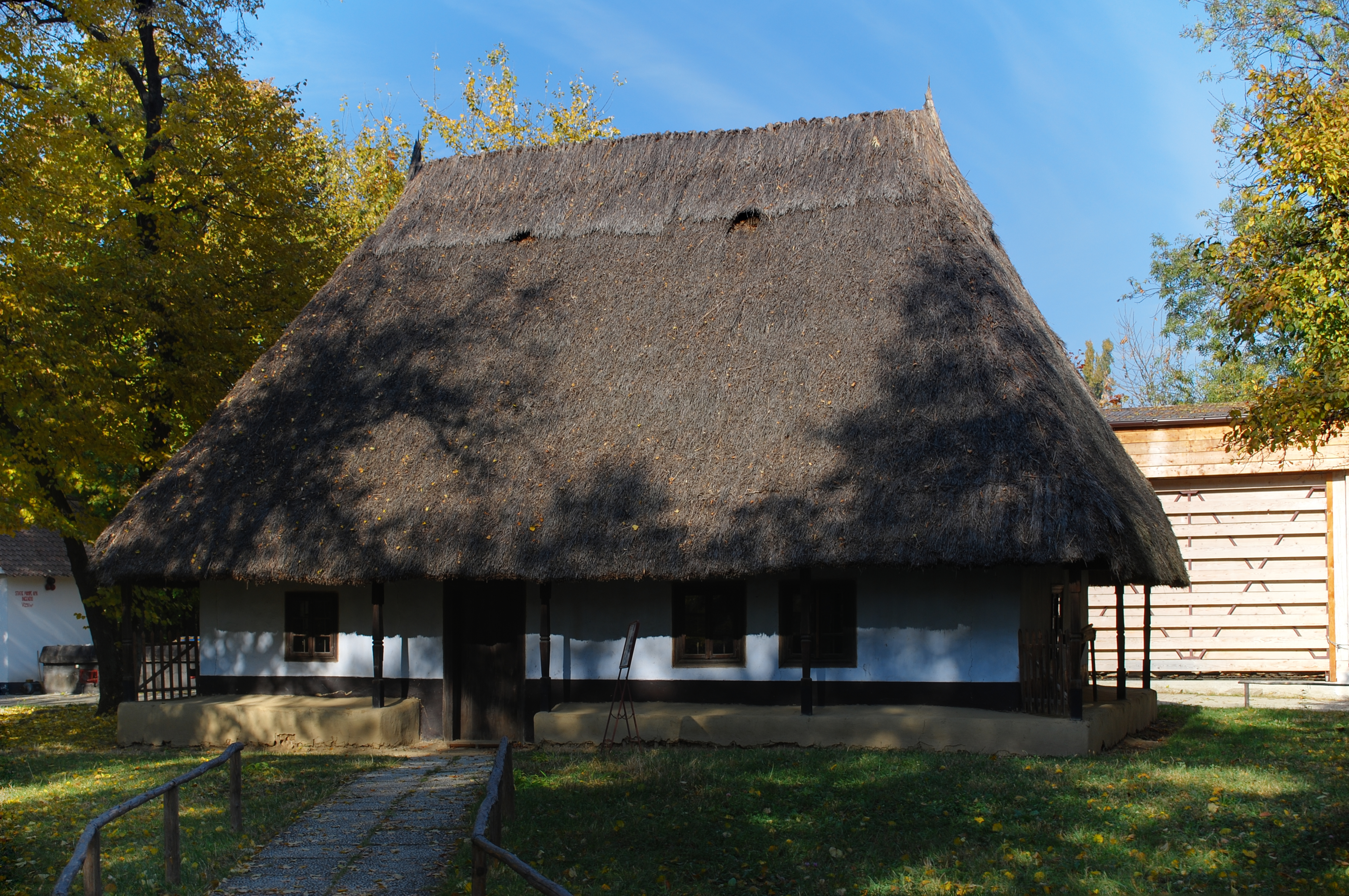
Plaatselijk museum van Dumbrăveni

Dumbrăveni telt 8911 inwoners.